# Monte Tancia e Monte Pizzuto
Monte Tancia e Monte Pizzuto este o arie protejată (arie specială de conservare — SAC, sit de importanță comunitară — SCI, arie de protecție specială avifaunistică — SPA) din Italia întinsă pe o suprafață de 6.821 ha, integral pe uscat.

## Localizare
Centrul sitului Monte Tancia e Monte Pizzuto este situat la coordonatele 42°21′37″N 12°43′27″E / 42.360278°N 12.724167°E.

## Înființare
Situl Monte Tancia e Monte Pizzuto a fost declarat sit de importanță comunitară în iunie 1995 pentru a proteja 1 specie de plante și 15 specii de animale. Alte tipuri de protecție:
- arie de protecție specială avifaunistică (în octombrie 1999)[2]
- arie specială de conservare (în decembrie 2016)[1][3][4]

## Biodiversitate
Situată în ecoregiunea mediteraneană, aria protejată conține 5 habitate naturale: Pajiști uscate seminaturale și facies de acoperire cu tufișuri pe substraturi calcaroase (Festuco-Brometalia) (* situri importante pentru orhidee), Păduri de Quercus ilex și Quercus rotundifolia, Păduri de fag din Apenini cu Taxus și Ilex, Formațiuni de Juniperus communis pe lande sau pajiști calcaroase, Pseudostepă cu ierburi și specii anuale de Thero-Brachypodietea.
La baza desemnării sitului se află mai multe specii protejate:
- plante (1): Ionopsidium savianum
- păsări (5): fâsă-de-câmp (Anthus campestris), caprimulg (Caprimulgus europaeus), șoim călător (Falco peregrinus), sfrâncioc roșiatic (Lanius collurio), ciocârlie de pădure (Lullula arborea)
- amfibieni (2): Salamandrina terdigitata, Triturus carnifex
- mamifere (4): lupul (Canis lupus), liliac cu aripi lungi (Miniopterus schreibersii), liliacul mare cu potcoavă (Rhinolophus ferrumequinum), liliacul mic cu potcoavă (Rhinolophus hipposideros)
- nevertebrate (3): Euplagia quadripunctaria, Melanargia arge, Rosalia alpina
- reptile (1): șarpele cu patru dungi (Elaphe quatuorlineata)

Pe lângă speciile protejate, pe teritoriul sitului au mai fost identificate 6 specii de plante, 2 specii de amfibieni, 6 specii de mamifere, 2 specii de reptile.